# Elaine (Arkansas)
Elaine é uma cidade localizada no estado americano de Arkansas, no Condado de Phillips.

## Demografia
Segundo o censo americano de 2000, a sua população era de 865 habitantes.
Em 2006, foi estimada uma população de 752, um decréscimo de 113 (-13.1%).

## Geografia
De acordo com o United States Census Bureau tem uma área de
1,3 km², dos quais 1,3 km² cobertos por terra e 0,0 km² cobertos por água. Elaine localiza-se a aproximadamente 50 m acima do nível do mar.

## Localidades na vizinhança
O diagrama seguinte representa as localidades num raio de 32 km ao redor de Elaine.